# Crotalaria decora
Crotalaria decora är en ärtväxtart som beskrevs av Roger Marcus Polhill. Crotalaria decora ingår i släktet sunnhampor, och familjen ärtväxter. Inga underarter finns listade i Catalogue of Life.